# Jacopo Andrea da Ferrara
Jacopo Andrea da Ferrara (en italien : Iacomo Andrea) était un architecte de Ferrare et l'auteur d'un texte sur Vitruve. Très peu de choses sont connues au sujet de ses travaux architecturaux et son nom ne figure sur aucun bâtiments de Milan.
Luca Pacioli a écrit que Andrea était presque comme un frère pour Léonard de Vinci.
Andrea a été loyal envers la famille Sforza. Après l'occupation de Milan par les Français, il aurait comploté contre les Français. Il a été traduit en justice et condamné à mort. L'archevêque Pallavicini plaida sans succès en sa faveur.
Il a été décapité en public le 12 mai 1500. Son corps a été écartelé et des parties ont été placées aux quatre portes de la ville.